# Marco Antonio el Orador
Marco Antonio el Orador (en latín: Marcus Antonius Orator; 143 a. C.-87 a. C., Roma, República romana) fue un político y orador romano, cónsul en 99 a. C. y censor en 97 a. C. En 101-100 a. C. luchó contra los piratas en el Mediterráneo oriental y estableció una base para la nueva provincia romana de Cilicia. Fue el primero de su familia en alcanzar el cargo de cónsul, gracias al cual sus descendientes ocuparon una posición destacada en Roma en el siglo I a. C. Así, su nieto Marco Antonio se convirtió en uno de los miembros del Segundo Triunvirato y en el gobernante de facto de Roma.
Antonio fue el orador más destacado, junto con Lucio Licinio Craso, de su época. Participó en varios juicios de alto nivel, en los que defendió a figuras prominentes. En los años 90 a. C. defendió a varios partidarios de Cayo Mario, de cuyo apoyo parecía disfrutar. Sin embargo, más tarde se puso del lado de los enemigos de este último y así, cuando este ocupó Roma durante la guerra civil (87 a. C.), Antonio fue víctima de la masacre que siguió.

## Biografía

### Orígenes
Marco Antonio pertenecía a la gens Antonia, una antigua familia plebeya que, según las fuentes republicanas tardías, remontaba su linaje a Antón, uno de los hijos de Hércules. Tito Livio menciona a un decenviro llamado Tito Antonio Merenda, quien ejerció dicho cargo entre 450 y 449 a. C., a Quinto Antonio Merenda, quien fue tribuno consular en 422 a. C. y a un magister equitum del dictador Publio Cornelio Rufino entre los año 334 a. C. y 333 a. C. Sin embargo, hasta el siglo I a. C. no hubo ningún cónsul entre los Antonios y su posición dentro de la nobleza romana se describe en la historiografía como «poco envidiable».
Según los Fasti Capitolini, el padre y el abuelo de Marco Antonio el Orador tenían el mismo praenomen, Marco. Es posible que uno de estos fuera el tribuno de la plebe de 167 a. C.

### Primeros años e inicio de la carrera
La fecha de nacimiento de Marco Antonio se calcula a partir del informe de Cicerón de que Lucio Licinio Craso, nacido en el consulado de Quinto Servilio Cepión y Cayo Lelio, era tres años más joven, lo que convierte el año 143 a. C. como su fecha de nacimiento. Durante su juventud, ganó fama por sus discursos acusatorios. El primer paso en su carrera política fue una cuestura en 113; Antonio pasó ese año en Asia, y de camino a Bríndisi fue citado por el pretor Lucio Casio ante el tribunal acusado de incesto. Según la ley de Memio, el cuestor podría haber evitado el juicio como hombre «ausente por necesidades públicas», pero optó por volver a Roma, demostrar su inocencia y continuar su camino hacia la provincia. Un año más tarde, ya de regreso a su ciudad natal, Antonio llevó a juicio al cónsul Cneo Papirio Carbón por una acusación desconocida, y este tuvo que suicidarse tomando betún. Sin embargo, la historiografía sugiere que no había contradicciones ideológicas detrás de la acusación y que Antonio sólo estaba motivado por un deseo de fama.
La siguiente vez que se menciona a Marco Antonio en las fuentes se refiere a su elección como pretor en 102 a. C., cuando ya había adquirido fama como orador que se ocupaba de «importantes asuntos judiciales» y estaba vinculado a los intereses de los círculos financieros de Roma; tal vez por estas conexiones, el Senado lo envió a Oriente para luchar contra los piratas de Cilicia. Tito Livio cuenta que durante estos acontecimientos se encontraba ejerciendo el cargo de pretor, aunque Cicerón lo cataloga como proconsul; Elimar Klebs sugiere que Antonio estaba llevando a cabo su misión como pretor con poderes proconsulares. Muchos detalles de esta parte de la biografía de Antonio son objeto de debate académico y, por ejemplo, se desconoce si se le otorgó la provincia de Asia para que la administrara o una provincia militar ad hoc con el nombre convencional de «Cilicia» sin un gobierno territorial ordinario.

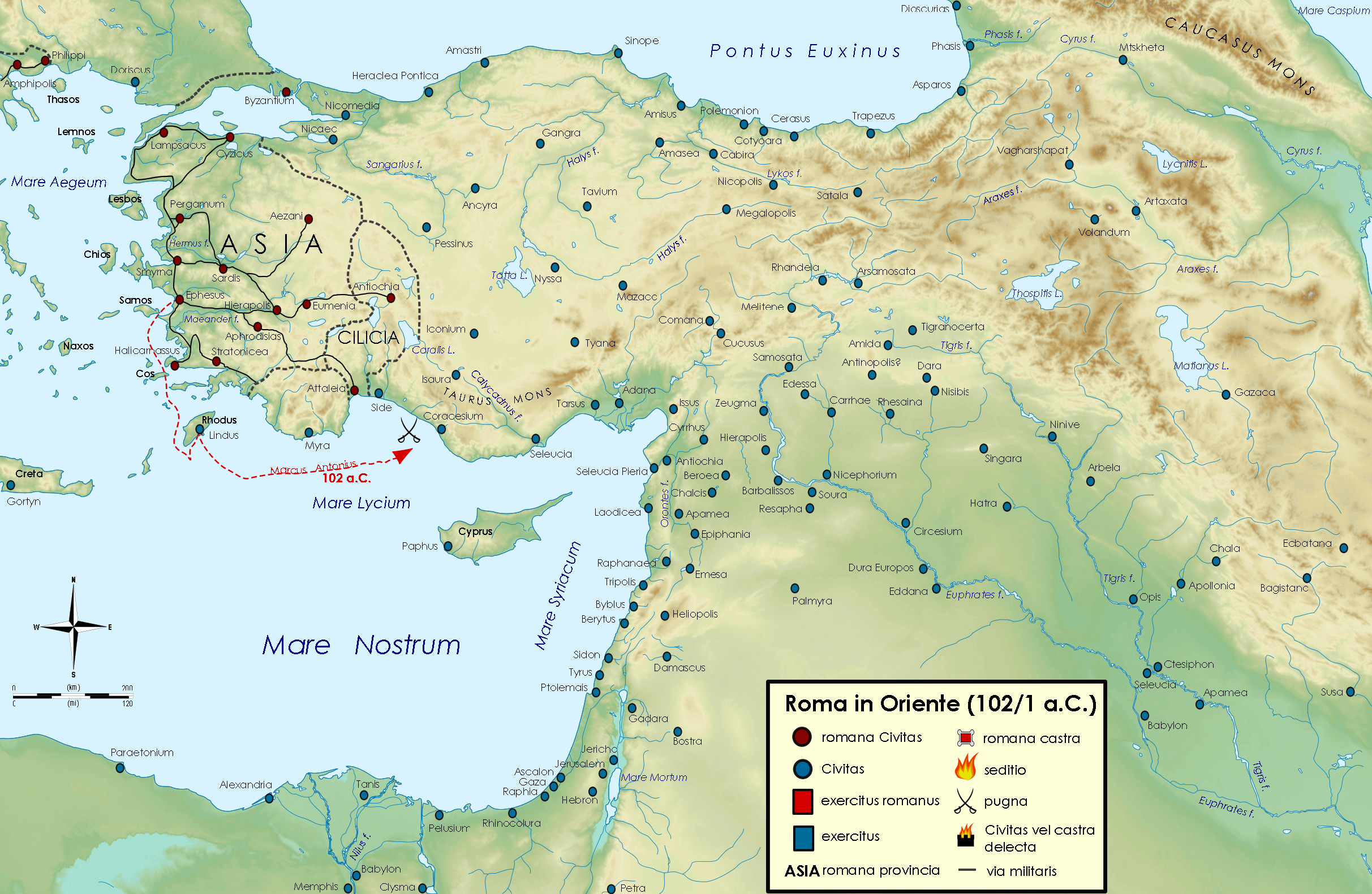
La expedición de Marco Antonio a Cilicia.

En el camino hacia el este, Marco Antonio se detuvo durante muchos días en Atenas y Rodas. Un documento corintio muestra que una flota romana al mando de un procónsul cuyo nombre ha sido borrado —presumiblemente reconstruido como Marco Antonio— cruzó el istmo y se dirigió hacia Side, en Panfilia, mientras el propretor Hirro equipaba a otra escuadra en Atenas. Si bien este puede referirse tanto a Marco Antonio el Orador como a su hijo Marco Antonio Crético, el historiador M. Abramzon considera que es preferible el primero.
Es probable que el procónsul llevara a cabo operaciones militares contra los piratas tanto en el mar como en tierra, posiblemente mediante una invasión de Cilicia desde Licaonia a través de los pasos de los montes Tauro. En cualquier caso, no fue una acción a gran escala; el único detalle que se conserva en las fuentes es la muerte del prefecto Marco Gratidio, cuñado de Cayo Mario y tío abuelo de Cicerón. Como resultado, Roma estableció una serie de fortalezas en la costa. Algunos estudiosos creen que también crearon al efecto la nueva provincia de Cilicia.

### Consulado
Marco Antonio regresó a Italia en el año 100 a. C. y al reclamar su pretensión de un triunfo y un consulado, consiguió ambos. Dado que el triunfo de Antonio no se produjo antes de diciembre del año 100, su elección fue in absentia; el erudito A. Korolenkov concluye de ello que el papel clave en la victoria electoral de Antonio lo desempeñó la ayuda de Cayo Mario, quien en ese momento era cónsul por sexta vez junto a su títere Lucio Valerio Flaco. Según Ernst Badian, el inicio de la alianza política entre Antonio y Mario estaba vinculado al servicio en Cilicia con el difunto Marco Gratidio, cuñado de Mario.
En el año 100 a. C. se produjo la última etapa de la lucha del Senado con el tribuno de la plebe Lucio Apuleyo Saturnino. Cayo Servilio Glaucia, aliado de este último, se presentó como candidato al consulado junto a Marco Antonio, Aulo Postumio Albino y Cayo Memio. Antonio fue el primero en ganar, pero el día de la elección algunos hombres golpearon con palos a Memio hasta matarlo. En consecuencia, el Senado culpó a Glaucia y a Saturnino por el incidente, emitió un decreto especial llamando a los ciudadanos a tomar las armas y en los enfrentamientos que siguieron Saturnino y sus aliados fueron asesinados.
Cicerón se refiere a Antonio en relación con estos acontecimientos, aunque «a la cabeza de un ejército fuera de la ciudad de Roma», debido a que estaba esperando un triunfo, como uno de los «hombres gloriosos» que se habían unido para salvar la República. A. Korolenkov también escribe sobre el apoyo de Antonio al Senado; Badian, sin embargo, llama la atención sobre la falta de pruebas de una participación activa de Antonio en el enfrentamiento y sobre el hecho de que Saturnino y Glaucia no hicieran nada contra el candidato, quizás para evitar tensar las relaciones con Mario. Según Badian, incluso durante su consulado Antonio persiguió a los amigos supervivientes de Saturnino sólo por su amistad con Mario.
El colega consular de Antonio era el patricio Aulo Postumio Albino. En su año consular, Antonio se opuso al proyecto de ley agraria del tribuno de la plebe Sexto Ticio; esta iniciativa, sin embargo, se convirtió en ley, que, no obstante, fue pronto derogada por el colegio de augures. Aulo Gelio también informa de presagios desfavorables, debido a que en el sacrarium, lugar donde se guardaban los objetos sagrados, del palacio de Numa, las lanzas de Marte se pusieron en movimiento, lo que hizo que los cónsules decretaran sacrificios adicionales a los dioses. El principal acontecimiento del año 99 a. C. fue la lucha de algunos representantes de la aristocracia del Senado por el regreso de Quinto Cecilio Metelo Numídico del exilio; Antonio se retiró de este caso, acción que según Badian realizó en interés de Mario.

### Años 90a.C.
En años posteriores, probablemente en 98 a. C., Marco Antonio actuó como abogado defensor en el juicio de Manio Aquilio, acusado de abuso de poder. Este Aquilio era uno de los subordinados de Mario, por lo que Antonio, al defenderlo, pudo haberle hecho un favor a cambio. Aquilio fue incriminado por el testimonio de numerosos testigos, por lo que el defensor lo vio «afligido, abatido, apenado, reducido al último extremo del peligro, lo que a él mismo le conmovió, y luego trató de excitar la compasión en otros también». Dirigiéndose a Mario, que estaba presente en el juicio, Antonio «le instó a defender la fortuna común de los comandantes», y este en respuesta lloró.
En su última actuación, el defensor recurrió a un efecto teatral que se hizo famoso:

Como no sólo era hábil como orador, sino también audaz, cuando casi había terminado su discurso, cogió a Marco Aquilio y lo puso a la vista de todos, y le arrancó la túnica del pecho, para que el pueblo romano y los jueces pudieran ver sus cicatrices, todas recibidas de frente; y al mismo tiempo se extendió mucho sobre la herida que había recibido en la cabeza del general del enemigo; y exacerbó de tal manera a los hombres que iban a juzgar en la causa, que temieron mucho que el hombre a quien la fortuna había salvado de las armas del enemigo, contra las cuales intrépidamente se había arrojado, pareciera que se había salvado no para recibir alabanzas del pueblo romano, sino para soportar la crueldad de los jueces.
Cicerón. In Verrem (De suppliciis), 3.

El resultado de este proceso judicial fue que Aquilio fue absuelto.
En el año 97 a. C. Marco Antonio se convirtió en censor junto a Lucio Valerio Flaco, colega consular de Mario en 100 a. C. Dado que Mario fue admitido entonces en el colegio de augures, la historiografía sugiere que fue él quien reclamó la censura junto con Flaco; en esta situación la postulación de Antonio podría haber sido un compromiso, que convenía tanto a Mario como a sus oponentes políticos, la factio Metellana. Ernst Badian sugirió que, durante la censura, Flaco y Antonio incluyeron a muchos itálicos en la nómina de ciudadanos romanos, en respuesta a lo cual la lex Licinia Mucia del año 95 inició una estricta investigación; los itálicos que no pudieron demostrar su ciudadanía fueron expulsados de Roma.
Los censores expulsaron del Senado al tribuno de la plebe Marco Duronio por revocar una ley que restringía el gasto de dinero en fiestas. En consecuencia, este último, a la espera de que expirara el mandato de Antonio, lo llevó a juicio acusado de ambitus. Así se manifestó en la historia romana un conflicto tradicional entre antiguos tribunos y antiguos censores. No se sabe nada del desarrollo del juicio, pero la historiografía sugiere que la acusación de Duronio fue desestimada.
En el año 95 a. C., Antonio defendió en los tribunales a otro aliado de Mario, Cayo Norbano, al que Publio Sulpicio acusó de haber descuidado el veto del tribunal y de haber ejercido violencia durante el juicio de Quinto Servilio Cepión en 103 a. C. Norbano había servido a las órdenes de Antonio en Oriente, quien, según Cicerón, dijo, explicando su participación en el juicio: «Porque él, según la costumbre de nuestros antepasados, debía estar en relación conmigo como uno de mis hijos». El principal testigo de la acusación fue el princeps senatus Marco Emilio Escauro, pero Antonio desacreditó sus pruebas y consiguió la absolución. Unos años más tarde, Antonio defendió a Marco Mario Gratidiano, sobrino de Cayo Mario e hijo del prefecto Marco Gratidio, en su pleito contra Cayo Sergio Orata, con Lucio Licinio Craso como abogado.
Cuando estalló la guerra Social, Marco Antonio fue uno de los políticos acusados de incitar a los itálicos a la revuelta y, en consecuencia, él mismo pronunció un apasionado discurso en su propia defensa. No hay datos sobre el resultado del juicio y Cicerón informa de que Antonio estuvo ausente de Roma durante los años de la guerra, por ello algunos historiadores concluyen de que fue a la guerra, es decir, fue absuelto, mientras que otros, por el contrario, que se exilió voluntariamente.

### Asesinato

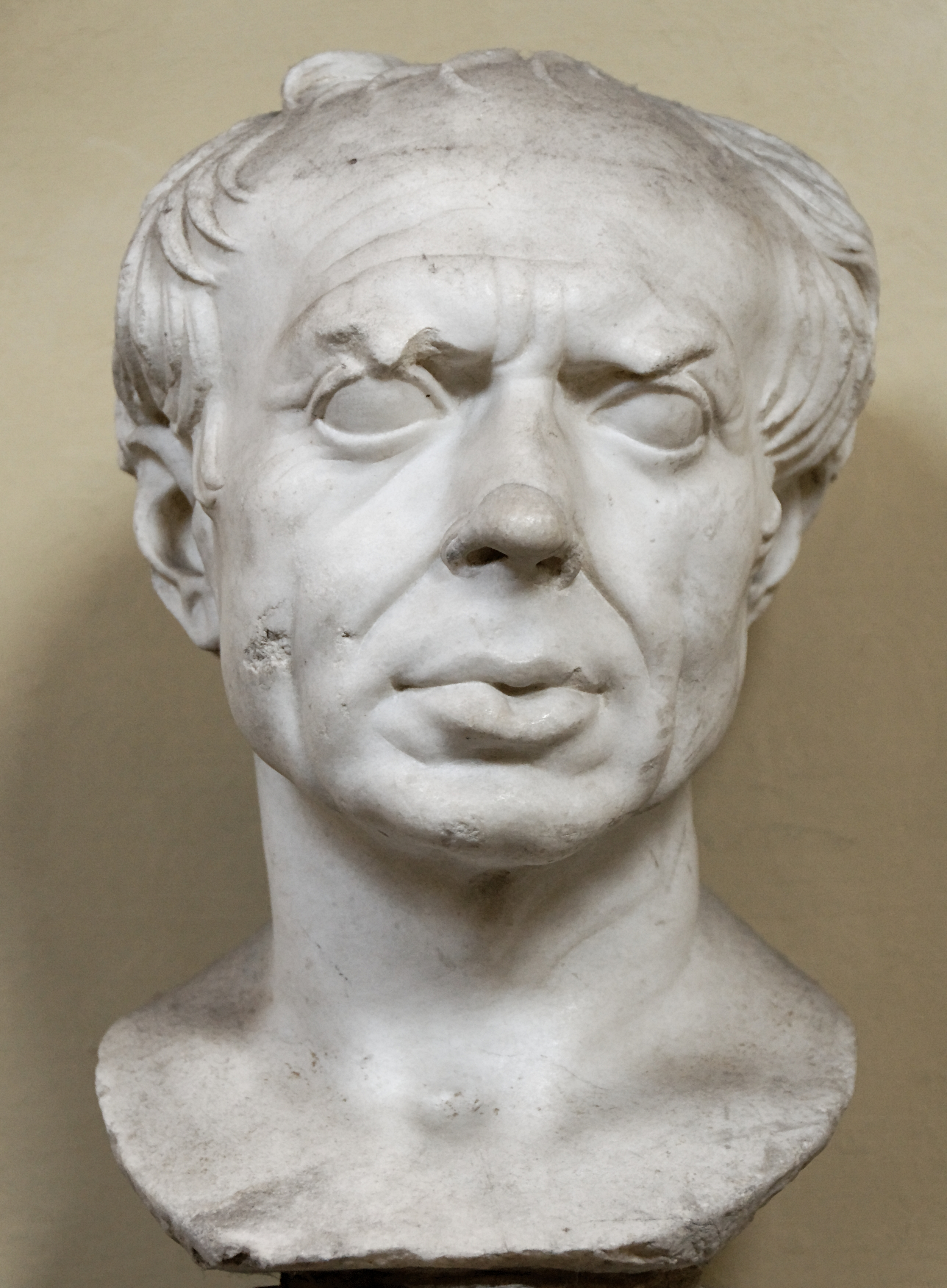
Busto de Cayo Mario (Museo Chiaramonti).

En el año 87 a. C. Marco Antonio ya estaba de vuelta en Roma. El autor de los escolios a Lucano informa de la oferta de Antonio de desarmar a ambos bandos de la guerra civil que pronto iba a comenzar entre Cayo Mario y Lucio Cornelio Sila. Se desconocen las fechas exactas, pero una iniciativa de este tipo sólo pudo tener sentido durante un breve periodo del año 88, cuando Publio Sulpicio, antiguo adversario del Orador, aprobó una ley por la que se transfería el mando de la guerra mitridática a Mario, lo que causó que Sila moviera a su ejército hacia Roma. Esta propuesta, que suena formalmente neutral, era claramente favorable a los intereses de Mario, que no disponía de fuerzas armadas organizadas, pero no surtió efecto. Sila ocupó Roma y luego el Senado aprobó casi por unanimidad su propuesta de declarar a Mario «enemigo», ya que solamente Quinto Mucio Escévola el Augur se opuso, mientras que el resto de los senadores, incluido Antonio, guardó silencio.
Cuando el nuevo enemigo de Sila, Lucio Cornelio Cinna, amenazó a su vez a Roma con su ejército, el Senado envió a Marco Antonio junto con Quinto Lutacio Cátulo a Quinto Cecilio Metelo Pío, quien en ese momento estaba en guerra con los samnitas, con la petición de que acudiera en ayuda de la ciudad. Sin embargo, este auxilio no sirvió de nada, debido a que Cinna y Mario, quien habían regresado del exilio, siguieron ocupando la ciudad y luego realizaron una matanza contra sus enemigos, entre los que se encontraba Marco Antonio. Respecto a este hecho, A. Korolenkov admite que es «sorprendente», prestando atención al hecho de que Mario, a juzgar por las fuentes, mostró un interés extremo en las muertes de sólo dos personas: Antonio y Cátulo.
La historiografía da varias explicaciones al respecto. Hay opiniones que apuntan a que Antonio, siguiendo a muchos otros nobles, rompió su alianza con Mario cuando su influencia empezó a disminuir, posiblemente entre los años 95 y 91, o ya en 90; la hipotética afiliación de Antonio a los optimates podría haber jugado un papel importante; Antonio pudo haber sido víctima de la venganza por parte de una figura prominente del «partido mariano», Cneo Papirio Carbón el Joven, por el padre de este último; Mario pudo haber considerado una traición la actitud liberal de Antonio hacia los itálicos durante la censura; finalmente, el hecho de que Antonio, como todos los demás consulares, no se uniera a él cuando sitió Roma.
Cuando los marianos comenzaron la masacre, Antonio se refugió con un amigo suyo, y los hechos posteriores fueron contados con más detalle por Plutarco:

Siendo aquel un hombre pobre y plebeyo, que hospedaba en su casa al primero de los romanos, quiso portarse como el caso lo exigía, y envió a un esclavo para traer vino a casa de uno de los taberneros que vivían cerca. El esclavo lo tomó con cuidado y dijo que le diera de lo mejor, con lo que le preguntó el tabernero qué novedad había para no tomarlo de lo nuevo y común, como acostumbraba, sino de lo mejor y de más precio: y respondiéndole aquel con sencillez, como a un hombre conocido y familiar, que su amo tenía a comer a Marco Antonio, al que ocultaba en su casa, el tabernero, que era hombre cruel y malvado, no bien había salido el esclavo cuando marchó a casa de Mario, que ya estaba comiendo, e introducido adonde se hallaba le ofreció poner en sus manos a Antonio; oído lo cual por Mario se dice que lo celebró mucho, dando palmadas de gozo, y que estuvo en muy poco el que por sí mismo no se trasladase a la casa; retenido por los amigos, envió a Annio con algunos soldados, dándole orden de que sin dilación le trajese la cabeza de Antonio. Llegados a la casa, Annio se quedó a la puerta, y los soldados, tomando la escalera, subieron al cuarto, y a la vista de Antonio ninguno quería ejecutar el mal hecho, sino que unos a otros se incitaban y movían a él; y debía de ser tal el encanto y gracia de las palabras de este hombre insigne, que habiendo empezado a hablarles, rogándoles no le matasen, ninguno se atrevió a acercarse a él ni aun a mirarle, sino que, bajando los ojos, se echaron a llorar. Vista la tardanza, subió Annio, y hallando que Antonio estaba perorando y los soldados asombrados y compadecidos, reprendiendo a estos se aproximó él mismo y le cortó la cabeza.
Plutarco. Cayo Mario, 44.

Apiano repite la historia en términos generales; Valerio Máximo nombra a Publio Annio como el asesino del orador. La cabeza de Antonio fue mostrada primero a todos en los festines y luego se ordenó su exhibición en la rostra junto a las cabezas de Lucio y Cayo Julio César.

## Actividades intelectuales

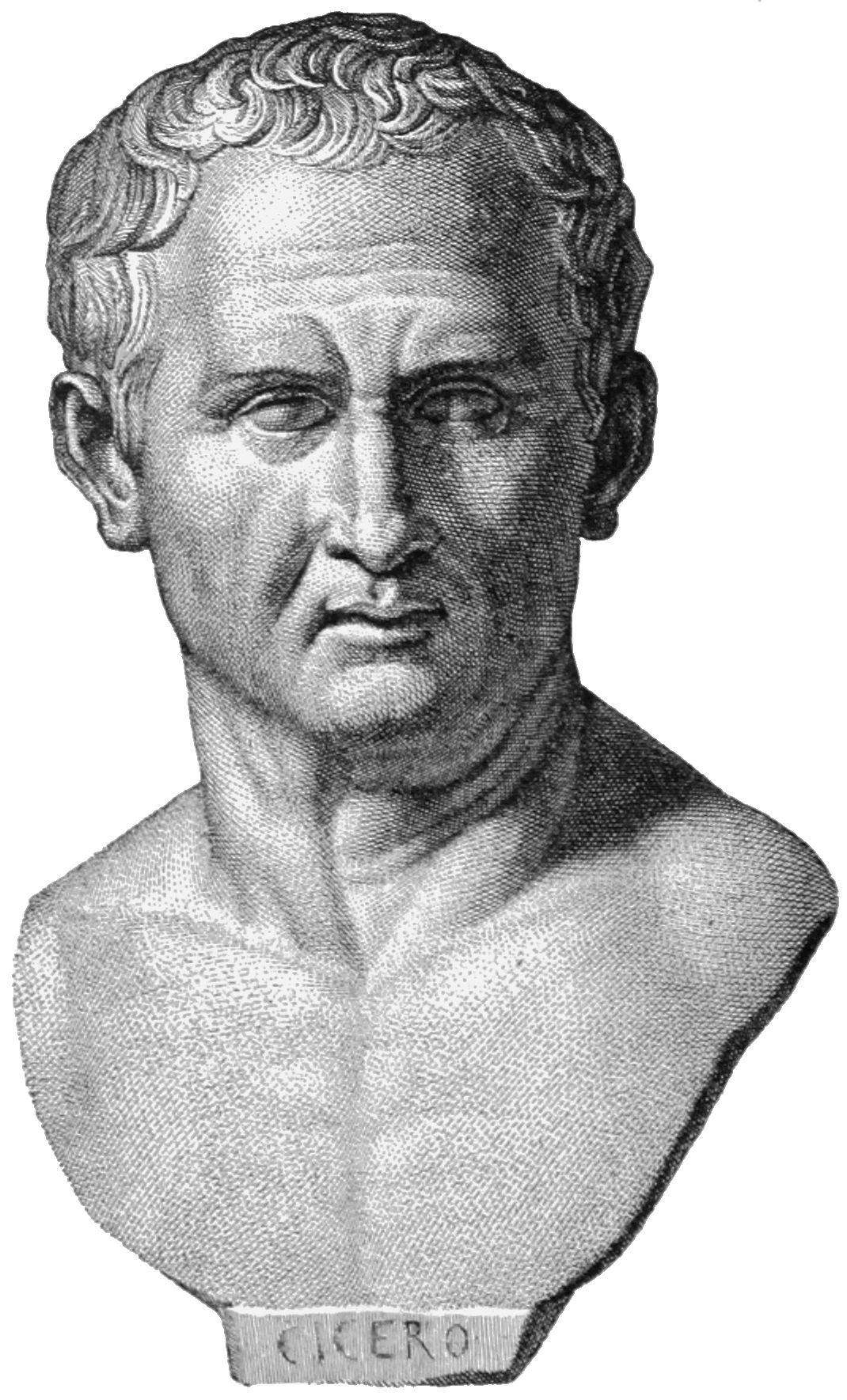
Busto de Cicerón.

Según las palabras puestas en boca de Marco Antonio por Cicerón, el Orador se introdujo en la cultura griega «sólo tarde y superficialmente». Además, se sabe que pasó mucho tiempo en Atenas y Rodas en su camino hacia Oriente, donde rotó en los círculos intelectuales locales, pero él mismo subrayó que se quedó en los dos centros de aprendizaje helénico únicamente por las tormentas. Cicerón lo explica en otro libro del mismo tratado: Marco Antonio ocultó su familiaridad con la elocuencia griega para parecer más convincente, debido a que «pensaba que su oratoria sería mejor recibida por el pueblo romano, si se creía que no tenía ninguna erudición». En este sentido, Quintiliano llamó a Antonio el «ocultador del arte».
Los conocimientos jurídicos de Antonio eran modestos; sin embargo, su indudable talento y su práctica activa lo convirtieron en uno de los dos oradores más eminentes de la época, junto con Lucio Licinio Craso. Según Cicerón, «fue con ellos que la elocuencia latina se desplegó por primera vez en toda su riqueza e igualó la gloria de la de los griegos». Veleyo Patérculo llamó a Antonio «princeps de la elocuencia».
De acuerdo con la caracterización de Cicerón, Antonio era un orador calculador, cuya principal fortaleza era su capacidad de encontrar instantáneamente los métodos más beneficiosos para un momento determinado. Utilizando su singular memoria, sólo pronunciaba discursos cuidadosamente considerados con un efecto calculado, y lo hacía de tal manera que el discurso parecía improvisado. Antonio estaba menos preocupado que Craso por la elegancia de su discurso, debido a que su principal objetivo era influir en sus oyentes. Para ello, utilizó medios no verbales, principalmente gestos, como si «sus movimientos corporales expresaran pensamientos más que palabras». El ejemplo más famoso de este tipo es un episodio en el juicio de Manio Aquilio, cuando Antonio rasgó inesperadamente la ropa del pecho del acusado para mostrar las cicatrices de sus heridas; en su defensa en relación con la Lex Varia, el Orador habló «con tal tensión que incluso su rodilla tocó el suelo». Gracias a estas cualidades, Antonio era el orador más solicitado de su época en la corte.
Consciente de las debilidades de su elocuencia, Antonio no escribía sus discursos y en general se oponía a publicarlos; él mismo «dijo que no había escrito ninguno de estos para que en caso de necesidad le fuera más fácil retractarse de sus propias palabras». Todo lo que escribió, «involuntariamente e incluso contra su voluntad», fue una pequeña obra sobre la elocuencia, De ratione dicendi, que sobrevivió al menos hasta el año 46 a. C., pero que se perdió posteriormente.

## Familia
Marco Antonio tuvo tres hijos, Marco Antonio Crético, Cayo Antonio Híbrida y una hija llamada Antonia, quien fue capturada por piratas y rescatada por su padre por una gran suma de dinero. A través de uno de sus nietos, un triunviro con su mismo nombre, Antonio se convirtió en el antepasado de una serie de prominentes personajes de la era Julio-Claudia, incluyendo a Germánico, Calígula y Nerón.

## En la cultura
Cicerón convirtió a Marco Antonio en el héroe de varios de sus tratados. En el diálogo De Oratore, Marco Tulio a través de la boca de su héroe, expresa una opinión sobre varios analistas: Quinto Fabio Píctor, Lucio Calpurnio Pisón, Marco Porcio Catón; el narrador tenía una mala opinión de estos autores, creyendo que el primero en elevarse y «embellecer los hechos» fue Celio Antípatro.
Marco Antonio es un personaje secundario en la novela de Colleen McCullough La corona de hierba.